# Ion Ungureanu
Ion Ungureanu (n. 2 august 1935, Opaci, România – d. 28 ianuarie 2017, București, România) a fost un actor, regizor și luptător pentru identitate națională din Republica Moldova, care a îndeplinit funcția de ministru al culturii și cultelor al Republicii Moldova (6 iunie 1990 - 5 aprilie 1994) și a fost deputat în primul Parlament al Republicii Moldova între anii 1990-1994.
Ion Ungureanu este unul din cei 278 de delegați ai primului parlament al fostei R.S.S. Moldovenească (devenită apoi Republica Moldova), care au votat Declarația de Independență a Republicii Moldova la 27 august 1991.

## Biografie
Ion Ungureanu s-a născut la 2 august 1935 în satul Opaci din comuna Căușeni (județul Tighina, România), astăzi în raionul Căușeni (Republica Moldova). Membru ULCT. A făcut studii de filologie la Institutul Pedagogic din Chișinău (1954-1955), apoi a studiat actoria la cunoscuta Școală teatrală “Boris Șciukin” din Moscova (1955-1960). Între anii 1963-1964 a mai urmat cursurile superioare de regie din capitala URSS.
După absolvirea studiilor actoricești, a fost angajat în anul 1960 ca actor la Teatrul "Luceafărul" din Chișinău, îndeplinind în perioada 1964-1971 și funcția de director artistic al teatrului. Este acuzat de naționalism și nevoit să părăsească RSS Moldovenească. Pleacă la Moscova, unde lucrează ca regizor la Teatrul Armatei din metropola rusă (1978-1989).
„Comuniștii nu au țară, ei au teritorii. În 71 s-a lovit în „Luceafărul”. Mie mi-a fost interzisă Steaua fără nume - spectacol pe care-l montasem cu studenții, ca lucrare de licență. A avut noroc numai de trei reprezentații. Nu vă închipuiți ce se petrecea la Chișinău cu ocazia prezentării acestui spectacol… Și faptul că se pomenea de trenul București-Sinaia i-a deranjat pe mulți… La un moment dat, chiar și cei care simpatizau teatrul îmi ziceau: „Ei, Ungurene, dar nici așa nu se poate… la fiecare pas rostiți pe scenă București…” Eu le zic că e un orar de tren, iar ei: „Las’ că știm noi.” Vă închipuiți în ce situație ne aflam noi acolo? Astăzi parcă nici mie nu-mi vine a crede că am trecut prin această grozăvie… Și uite așa a fost interzis acest spectacol, a fost interzis și alt spectacol al meu chiar în ziua premierei, cu 30 de minute înainte de ridicarea cortinei, spectacolul Minodora. Mi s-au imputat greșeli ideologice, grave greșeli în formarea repertoriului, grave greșeli în educarea tineretului, în conducerea teatrului și am fost nevoit să părăsesc teatrul „Luceafărul”, să încep bejeniile… ”—Ion Ungureanu
Ion Ungureanu a debutat în cinematografie în anul 1958 în filmul Când omul nu-i la locul lui, primul film artistic realizat la studioul "Moldova-film". În decursul timpului, s-a impus ca un interpret care știe să îmbine firescul cu expresivitatea artistică. A jucat în 25 filme. Rolurile sale cele mai cunoscute au fost Boris Grădinaru din Când omul nu-i la locul lui (1958), Sfântul Petru din Se caută un paznic (1967) și cel din filmul Favoritul (1976). De asemenea, a dublat zeci de filme în limba română. A regizat mai multe filme la televiziunea centrală din Moscova.
În anul 1989 revine în Republica Moldova. Îndeplinește funcția de ministru al culturii și cultelor (6 iunie 1990 - 5 aprilie 1994), apoi pe cea de vicepreședinte al Fundației Culturale Române din București (1995-2005).
În calitate de ministru, Ion Ungureanu a luat o serie de decizii cum ar fi cea ca timp de doi ani, pentru învățarea limbii române literare, regizorii basarabeni să lucreze în teatrele din România. El a desființat în anul 1992 Teatrul Național "A. Pușkin" din Chișinău, înființând în locul lui Teatrul Național "Mihai Eminescu" . 
A repus în centrul Chișinăului statuia lui Ștefan cel Mare.De asemenea a avut mare impact asupra readucerii statuii lupoaicei.
Ion Ungureanu a decedat sâmbătă, 28 ianuarie 2017, la Spitalul Colțea din București. A fost înmormântat marți, 31 Ianuarie, în Cimitirul Central din Chișinău, cu onoruri militare. Președintele moldovean de atunci, Igor Dodon, a refuzat cererea premierului Pavel Filip de a declara zi de doliu național în Moldova.

## Distincții și decorații
- Ordinul Republicii (2012)[10]
- Medalia „Meritul Civic” (1996)[11]

Ion Ungureanu a primit titlurile de Maestru emerit în arte al Uniunii Sovietice (1981), Artist al poporului din RSS Moldovenească (1989), decernându-i-se și Premiul "Intervidenie" pentru filmul televizat "Lika" (Plovdiv, Bulgaria, 1981) și Premiul Național (1990).

## Filmografie

### Actor

#### Filme de ficțiune
- Când omul nu-i la locul lui (1958) - Boris Grădinaru
- Armaghedon (1962) - mirele
- Călătorie în april (1962) - președinte
- Leacuri amare (s/m, 1963) - Somnilă
- Bariera (s/m, episod, 1963)
- Serghei Lazo (1967) - Komarovski
- Se caută un paznic (1968) - Sfântul Petru
- Ofițer în rezervă (1971) - instructor
- Viforul roșu (1971) - Gheorghe Ghiță
- Acest dulce cuvânt - libertatea ("Mosfilm", 1972) - senatorul Ramires
- Podurile (1973) - Ștefanache
- Bărbații încărunțesc de tineri (1974) - Chiril Armașu
- Calul, pușca și nevasta (1975) - Novac
- Favoritul (1976) - inspectorul Lodge;
- Povestea lui Făt-Frumos (1977) - Laur-Balaur
- Când ai alături un bărbat (episod, 1977)
- Centaurii ("Mosfilm", 1978) - senator
- Pregătire de examen (episod, 1979)
- Taina vilei Greta ("Mosfilm", 1984) - procurorul
- Cum să devii fericit ("Mosfilm", 1985) - savantul
- Povestea unui om necunoscut ("Mosfilm", 1986) - avocatul Pekarski
- Nikolai Vavilov ("Mosfilm", 1987) - președintele Academiei de Științe
- Dansul efemer al dragostei (1988) - conducătorul ansamblului
- Codrii (serial televizat, 1991) - președinte ș.a.

#### Teatru de televiziune
- Păsările tinereții noastre (după Ion Druță, 1974)
- Lika (după A.Zubarev, 1980)
- Nora (după piesa "Casa cu păpuși" de Henrik Ibsen, 1982)
- Ultima întâlnire (după A.Galin, 1986)
- Trandafiri albi, elefanți de culoare roză (după W.Gibson, 1987)
- Sfânta sfintelor (după Ion Druță, 1988).

### Scenarist
- Monolog (film documentar, 1967) - coautor